# Sistema operacional tipo Unix

Diagrama da relação de vários sistemas Unix-like

Um sistema operacional do tipo Unix (Unix-like em inglês) referido também como UN*X ou *nix é um sistema similar ao Unix, não estando necessariamente de acordo com o Single UNIX Specification.
Este termo pode incluir os sistemas operativos de software livre/open source inspirado pelo Unix da Bell Labs ou que suporta as suas características. Não existe nenhum documento que defina as regras de um sistemas Unix-like, ao contrário do Unix que é definido pelo Single UNIX Specification.

## Definição
The Open Group possui a marca registrada do UNIX e administra a Single UNIX Specification, sendo o nome "UNIX" uma certificação de produto. O Open Group não aprova a utilização do verbete "Unix-like", e considera uma utilização incorreta de sua marca patenteada, visto que "UNIX" em suas melhores práticas precisa ser escrito em caixa alta distinguindo-se do texto ao seu redor, e não para denotar um termo genérico para "sistema" através de palavras que contém hífen.
Outros tratam o termo "Unix" como uma marca genérica, adicionando o curinga asterisco,  gerando as abreviações Un*x ou *nix, visto que Sistemas do tipo Unix possuem nomes como AIX, HP-UX, IRIX, Linux, Minix, Ultrix e Xenix. Estes padrões podem não fechar de forma literal com o nome dos sistemas, mas estes sistemas são reconhecidos como descendentes Unix ou Sistemas Operacionais do tipo Unix, mesmo aqueles com nomes não-similares como o Solaris ou o FreeBSD.
Em 2007, Wayne R. Gray entrou em disputa legal pelo termo UNIX como sua marca registrada porém perdeu o caso, e na apelação perdeu novamente.
E ainda em 2007, O Open Group entrou em um acordo legal para que a Universidade de Kassel na Alemanha não utilizasse "UNIK" como sua abreviação.